# Francesco Galeoto
Francesco Galeoto (Palermo, 1972. március 17. –) olasz labdarúgóhátvéd.